# James Milner
James Philip Milner (Leeds, Inglaterra, Reino Unido, 4 de enero de 1986) es un futbolista británico. Juega de centrocampista y su equipo es el Brighton & Hove Albion F. C. de la Premier League.
El 16 de noviembre de 2002 debutó en Premier League con 16 años y 309 días, siendo uno de los futbolistas más jóvenes en hacerlo. También fue el jugador más joven en marcar en dicha competición, superando el récord de Wayne Rooney.
Tiene el récord de internacionalidades con Inglaterra sub-21, con 46 encuentros. Con la selección absoluta ha participado en los Mundiales de 2010 y 2014 y las Eurocopas de 2012 y 2016.
Posee el récord de más asistencias en una temporada de Liga de Campeones con nueve pases de gol.

## Trayectoria

### Leeds United
Se formó en la academia del Leeds United desde los diez años. Durante sus años de formación también fue recogepelotas en partidos del primer equipo.
El debut de Milner para el Leeds United llegó el 10 de noviembre de 2002, en un partido contra West Ham United, cuando él entró como sustituto de Jason Wilcox durante los últimos seis minutos. La aparición lo convirtió en el segundo jugador más joven en jugar en la Premier League, a la edad de 16 años y 309 días. El 26 de diciembre se convirtió en el jugador más joven en marcar en la Premier League, con un gol en la victoria por 2-1 ante el Sunderland. Su registro fue superado por James Vaughan, jugador del Everton en abril de 2005. Dos días después marcó en Elland Road en una victoria por 2 a 0 ante el Chelsea.
En febrero de 2003 firmó un nuevo contrato de cinco temporadas con el club. Al inicio de la temporada 2003-04, fue enviado a préstamo a Swindon Town para ganar experiencia. Pasó un mes allí, jugando en seis partidos y marcando dos goles. Desde su regreso se hizo con la titularidad, pero el equipo blanco acabó descendiendo debido, en parte, a la mala situación económica de la entidad.
Poco después, rechazó una importante oferta del Tottenham porque quería seguir en el Leeds. Sin embargo, los problemas financieros finalmente forzaron al Leeds a trasparlo al Newcastle United por un precio inicial de 3 600 000 £. El total final pagado fue de 5 000 000 £. Milner reconoció que él se sorprendió cuando le dijeron que iba a ser traspasado, ya que su idea era renovar su contrato y permanecer en el club del que era aficionado desde pequeño.

### Newcastle United

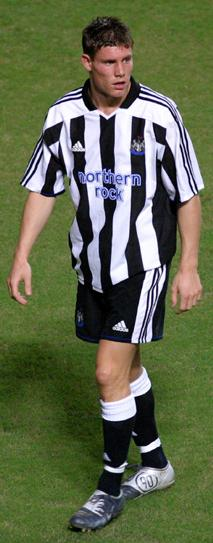
James Milner en su primera etapa en el Newcastle.

En su primera temporada con las urracas llegó su debut en competición europea, ya que el club se había clasificado para disputar la Copa de la UEFA. El 25 de septiembre marcó su primer gol en un partido ante el WBA un minuto después después de haber saltado al campo. Sin embargo, su primera temporada en el club no fue positiva ya que, a pesar de haber jugado 41 encuentros, no pudo ganarse un sitio en el once titular ni con Bobby Robson ni con Souness.
Después de haber iniciado la temporada 2005-06 en las filas del Newcastle y lograr dos goles en la Copa Intertoto, fue cedido al Aston Villa como parte del acuerdo en el traspaso de Nolberto Solano a las filas blanquinegras.

#### Cesión al Aston Villa
Milner debutó en el Villa, el 12 de septiembre de 2005, en un partido de Premiership contra el West Ham. Cinco días más tarde, marcó su primer gol para el club en el empate 1-1 contra el Tottenham Hotspur.
Su temporada como cedido fue muy buena y el jugador mostró su interés en firmar en propiedad por el equipo. Sin embargo, el recién nombrado entrenador de Newcastle, Glenn Roeder, manifestó su intención de contar con el centrocampista para el año siguiente. A pesar de ello, el último día del mercado veraniego, el Aston Villa llegó a un acuerdo tanto con el jugador como con el Newcastle, pero a última hora el club vendedor decidió cancelar la operación.

#### Vuelta al Newcastle United

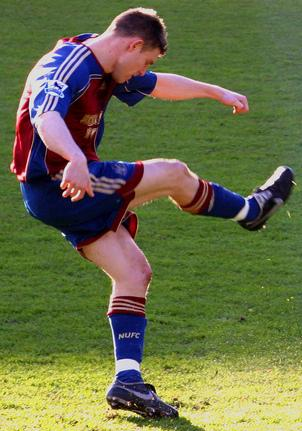
James Milner en el Newcastle.

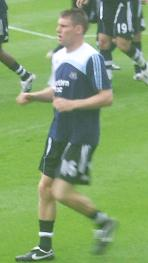
Entrenando en el Newcastle.

En esta ocasión, Roeder sí que encontró un puesto en el once titular para Milner, siendo habitual verle a lo largo de toda la campaña (2006-07). El 1 de enero de 2007 marcó su primer gol de la temporada en el empate a dos ante el Manchester United gracias a un potente disparo lejano.
El 22 de octubre de 2007 anotó el gol número 500 del Newcastle como local en Premier League en una victoria por 2 a 1 ante el Tottenham. Una lesión en el pie le impidió participar en las últimas nueve jornadas de la campaña 2007-08.
El buen hacer de Milner causó que se le relacionara con un posible traspaso al Liverpool. Además, el jugador solicitó por escrito al club el transfer request,a finales de agosto, ya que no se veía suficientemente valorado.

### Vuelta al Aston Villa

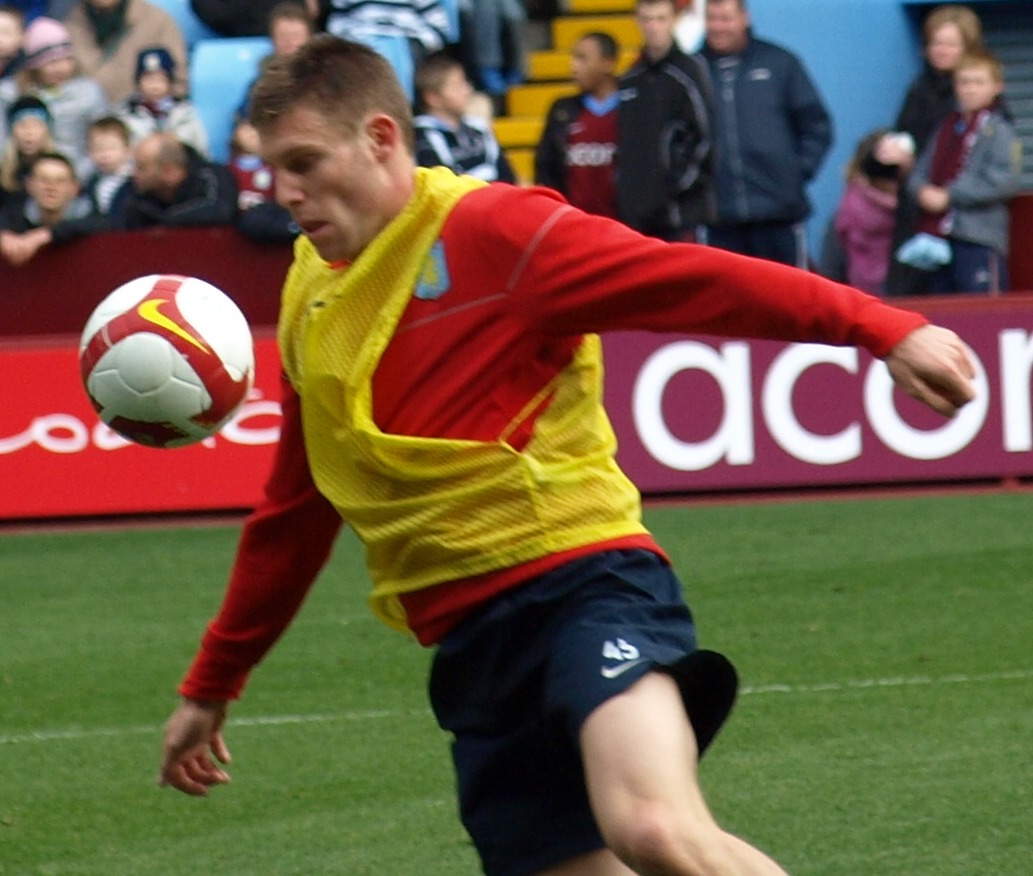
James Milner en el Aston Villa.

El 29 de agosto de 2008 se hizo oficial su regreso al Aston Villa, que abonó unos doce millones de libras. Su re-debut se produjo el 31 de agosto en un empate ante el Liverpool.
De cara a la temporada 2009-10, pasó a jugar en una posición más centrada tras el traspaso de Gareth Barry al Manchester City. El 28 de febrero de 2010 marcó, de penalti, en la final de la Copa de la Liga ante el Manchester United. Finalmente, el equipo de Ferguson se llevó el título al remontar la final (1-2). Milner acabó la temporada con doce goles, siete en Premier League, y dieciséis asistencias por lo que fue galardonado con el premio al mejor jugador joven del año por la PFA y con su inclusión en el once ideal del año.
El 14 de agosto de 2010 marcó en la victoria por 3 a 0 ante el West Ham en la primera jornada de la Premier League.

### Manchester City
El 17 de agosto de 2010 se informó de que el Aston Villa había llegado a un acuerdo con el Manchester City para traspasar al centrocampista. El acuerdo se cerró en torno a unos 26 millones de libras y la llegada de Stephen Ireland a Villa Park. Milner hizo su debut con el City, el 23 de agosto de 2010, en una victoria por 3-0 contra el Liverpool FC , donde asistió en el primer gol a su compañero Gareth Barry.
Durante su etapa en el club citizen destacó como un jugador importante dentro del engranaje del equipo. Milner disputó 203 partidos y logró dieciocho goles y 45 asistencias.

### Liverpool
El 4 de junio de 2015, el Liverpool hizo oficial su llegada al club cuando acabara su contrato a final de mes con el Manchester City. James fue confirmado como segundo capitán del equipo apenas unos meses después de su llegada.
El 9 de agosto debutó con el equipo red en el Britannia Stadium con una victoria por 0 a 1. El 26 de septiembre marcó su primer tanto con el club, en el minuto 2, ante el Aston Villa. En su primera temporada en el club logró siete goles (tres de penalti) y catorce asistencias, además lució el brazalete de capitán en la final de la Liga Europa ante el Sevilla (1-3).
En la temporada 2016-17 logró siete tantos desde el punto de penalti y dio cuatro asistencias. Su gol al Manchester City, logrado el 15 de enero, supuso establecer el récord de partidos sin perder cuando anota un gol fijándolo en 47 encuentros. Por otro lado, esa temporada supuso un cambio muy importante en su carrera ya que Klopp le empezó a utilizar como lateral izquierdo, un puesto desconocido para él hasta la fecha.
En la campaña 2017-18 logró un nuevo récord al asistir en nueve ocasiones en partidos de la Liga de Campeones. Sus asistencias ayudaron al equipo a alcanzar la final de la Liga de Campeones, que se disputó ante el Real Madrid. Milner jugó como centrocampista, pero no pudo lograr el título al caer por 1 a 3.
El 1 de septiembre de 2018 se convirtió en el cuarto futbolista en alcanzar, al menos, 100 partidos de Premier League con tres equipos distintos (Aston Villa, Manchester City y Liverpool). El 3 de noviembre de 2018 marcó su gol número 50 en Premier League, ante el Arsenal, con un disparo desde dentro del área.

## Selección nacional

### Categorías inferiores

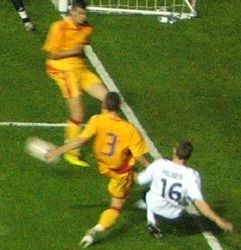
James Milner en la selección sub-21.

Representó a Inglaterra en la categoría sub-15 y sub-17, luego Milner fue promovido a la categoría sub-20 y convocado para el Campeonato Mundial Juvenil de 2003. Poco después de esto, Peter Taylor lo llamó a la selección nacional sub-21 e hizo su debut contra Suecia el 30 de marzo de 2004.
Anotó su primer gol con la selección inglesa sub-21 en un partido de clasificación para el Europeo sub-21 de la UEFA, contra Gales el 8 de octubre. Con esta selección participó en los Europeos de 2007 y 2009.

### Selección absoluta
Ha sido internacional con la selección de Inglaterra en 61 ocasiones. Su debut se produjo el 12 de agosto de 2009 en un amistoso ante Países Bajos.
Participó en el Mundial de Sudáfrica de 2010, jugando tres de los cuatro encuentros en los que estuvo presente Inglaterra. En 2012 acudió a la Eurocopa, participando en cuatro encuentros.
El 12 de mayo de 2014, Milner fue incluido por el entrenador Roy Hodgson en la lista final de 23 jugadores que representarán a Inglaterra en la Copa Mundial de Fútbol de 2014. En este torneo sólo pudo jugar un encuentro, ante Costa Rica.
Acudió a la Eurocopa 2016, donde sólo participó tres minutos en el primer partido ante Rusia. El 5 de agosto anunció su retirada de la selección nacional.

### Participaciones en Copas del Mundo
| Torneo               | Sede      | Resultado        |
| -------------------- | --------- | ---------------- |
| Copa Mundial de 2010 | Sudáfrica | Octavos de final |
| Copa Mundial de 2014 | Brasil    | Fase de grupos   |

## Estadísticas

### Clubes
Actualizado al último partido disputado el 31 de agosto de 2024.
| Club                                    | Div.          | Temporada     | Liga  | Liga  | Liga   | Copas nacionales | Copas nacionales | Copas nacionales | Copas internacionales | Copas internacionales | Copas internacionales | Total | Total | Total  |
| Club                                    | Div.          | Temporada     | Part. | Goles | Asist. | Part.            | Goles            | Asist.           | Part.                 | Goles                 | Asist.                | Part. | Goles | Asist. |
| --------------------------------------- | ------------- | ------------- | ----- | ----- | ------ | ---------------- | ---------------- | ---------------- | --------------------- | --------------------- | --------------------- | ----- | ----- | ------ |
| Leeds United F. C. Inglaterra           | 1.ª           | 2002-03       | 18    | 2     | 0      | 4                | 0                | 0                | —                     | —                     | —                     | 22    | 2     | 0      |
| Swindon Town F. C. Inglaterra           | 2.ª           | 2003-04       | 6     | 2     | 0      | —                | —                | —                | —                     | —                     | —                     | 6     | 2     | 0      |
| Swindon Town F. C. Inglaterra           | Total club    | Total club    | 6     | 2     | 0      | 0                | 0                | 0                | 0                     | 0                     | 0                     | 6     | 2     | 0      |
| Leeds United F. C. Inglaterra           | 1.ª           | 2003-04       | 30    | 3     | 0      | 2                | 0                | 1                | —                     | —                     | —                     | 32    | 3     | 1      |
| Leeds United F. C. Inglaterra           | Total club    | Total club    | 48    | 5     | 0      | 6                | 0                | 1                | 0                     | 0                     | 0                     | 54    | 5     | 1      |
| Newcastle United F. C. Inglaterra       | 1.ª           | 2004-05       | 25    | 1     | 1      | 5                | 0                | 0                | 11                    | 0                     | 2                     | 41    | 1     | 3      |
| Newcastle United F. C. Inglaterra       | 1.ª           | 2005-06       | 3     | 0     | 0      | 0                | 0                | 0                | 4                     | 2                     | 2                     | 7     | 2     | 2      |
| Aston Villa F. C. Inglaterra            | 1.ª           | 2005-06       | 27    | 1     | 1      | 6                | 2                | 0                | —                     | —                     | —                     | 33    | 3     | 1      |
| Newcastle United F. C. Inglaterra       | 1.ª           | 2006-07       | 35    | 3     | 7      | 5                | 1                | 2                | 13                    | 0                     | 1                     | 53    | 4     | 10     |
| Newcastle United F. C. Inglaterra       | 1.ª           | 2007-08       | 29    | 2     | 2      | 3                | 1                | 1                | —                     | —                     | —                     | 32    | 3     | 3      |
| Newcastle United F. C. Inglaterra       | 1.ª           | 2008-09       | 2     | 0     | 0      | 1                | 1                | 1                | —                     | —                     | —                     | 3     | 1     | 1      |
| Newcastle United F. C. Inglaterra       | Total club    | Total club    | 94    | 6     | 10     | 16               | 3                | 4                | 28                    | 2                     | 5                     | 138   | 11    | 19     |
| Aston Villa F. C. Inglaterra            | 1.ª           | 2008-09       | 36    | 3     | 9      | 3                | 3                | 0                | 4                     | 0                     | 0                     | 43    | 6     | 9      |
| Aston Villa F. C. Inglaterra            | 1.ª           | 2009-10       | 36    | 7     | 12     | 11               | 4                | 3                | 2                     | 1                     | 1                     | 49    | 12    | 16     |
| Aston Villa F. C. Inglaterra            | 1.ª           | 2010-11       | 1     | 1     | 0      | —                | —                | —                | —                     | —                     | —                     | 1     | 1     | 0      |
| Aston Villa F. C. Inglaterra            | Total club    | Total club    | 100   | 12    | 22     | 20               | 9                | 3                | 6                     | 2                     | 1                     | 126   | 23    | 26     |
| Manchester City F. C. Inglaterra        | 1.ª           | 2010-11       | 32    | 0     | 6      | 4                | 2                | 1                | 5                     | 0                     | 1                     | 41    | 2     | 8      |
| Manchester City F. C. Inglaterra        | 1.ª           | 2011-12       | 26    | 3     | 5      | 5                | 0                | 0                | 6                     | 0                     | 0                     | 37    | 3     | 6      |
| Manchester City F. C. Inglaterra        | 1.ª           | 2012-13       | 26    | 4     | 4      | 8                | 0                | 3                | 2                     | 0                     | 1                     | 36    | 4     | 8      |
| Manchester City F. C. Inglaterra        | 1.ª           | 2013-14       | 31    | 1     | 7      | 7                | 0                | 4                | 6                     | 1                     | 3                     | 44    | 2     | 14     |
| Manchester City F. C. Inglaterra        | 1.ª           | 2014-15       | 32    | 5     | 8      | 5                | 2                | 1                | 8                     | 1                     | 0                     | 45    | 8     | 9      |
| Manchester City F. C. Inglaterra        | Total club    | Total club    | 147   | 13    | 30     | 29               | 4                | 9                | 27                    | 2                     | 5                     | 203   | 19    | 44     |
| Liverpool F. C. Inglaterra              | 1.ª           | 2015-16       | 28    | 5     | 11     | 5                | 0                | 0                | 12                    | 2                     | 3                     | 45    | 7     | 14     |
| Liverpool F. C. Inglaterra              | 1.ª           | 2016-17       | 36    | 7     | 3      | 4                | 0                | 1                | —                     | —                     | —                     | 40    | 7     | 4      |
| Liverpool F. C. Inglaterra              | 1.ª           | 2017-18       | 32    | 0     | 3      | 2                | 1                | 0                | 13                    | 0                     | 8                     | 47    | 1     | 11     |
| Liverpool F. C. Inglaterra              | 1.ª           | 2018-19       | 31    | 5     | 5      | 2                | 0                | 0                | 12                    | 2                     | 2                     | 45    | 7     | 7      |
| Liverpool F. C. Inglaterra              | 1.ª           | 2019-20       | 22    | 2     | 2      | 4                | 2                | 1                | 11                    | 0                     | 1                     | 37    | 4     | 4      |
| Liverpool F. C. Inglaterra              | 1.ª           | 2020-21       | 26    | 0     | 1      | 4                | 0                | 0                | 6                     | 0                     | 0                     | 36    | 0     | 1      |
| Liverpool F. C. Inglaterra              | 1.ª           | 2021-22       | 24    | 0     | 1      | 7                | 0                | 1                | 8                     | 0                     | 1                     | 39    | 0     | 3      |
| Liverpool F. C. Inglaterra              | 1.ª           | 2022-23       | 31    | 0     | 1      | 4                | 0                | 1                | 8                     | 0                     | 0                     | 43    | 0     | 2      |
| Liverpool F. C. Inglaterra              | Total club    | Total club    | 230   | 19    | 27     | 32               | 3                | 4                | 70                    | 4                     | 15                    | 332   | 26    | 46     |
| Brighton & Hove Albion F. C. Inglaterra | 1.ª           | 2023-24       | 15    | 0     | 2      | 0                | 0                | 0                | 5                     | 0                     | 0                     | 20    | 0     | 2      |
| Brighton & Hove Albion F. C. Inglaterra | 1.ª           | 2024-25       | 3     | 0     | 0      | 0                | 0                | 0                | —                     | —                     | —                     | 3     | 0     | 0      |
| Brighton & Hove Albion F. C. Inglaterra | Total club    | Total club    | 18    | 0     | 2      | 0                | 0                | 0                | 5                     | 0                     | 0                     | 23    | 0     | 2      |
| Total carrera                           | Total carrera | Total carrera | 643   | 57    | 91     | 103              | 19               | 21               | 136                   | 10                    | 26                    | 882   | 86    | 138    |

## Palmarés

### Campeonatos nacionales
| Título           | Club                  | País       | Año  |
| ---------------- | --------------------- | ---------- | ---- |
| FA Cup           | Manchester City F. C. | Inglaterra | 2011 |
| Premier League   | Manchester City F. C. | Inglaterra | 2012 |
| Community Shield | Manchester City F. C. | Inglaterra | 2012 |
| Copa de la Liga  | Manchester City F. C. | Inglaterra | 2014 |
| Premier League   | Manchester City F. C. | Inglaterra | 2014 |
| Premier League   | Liverpool F. C.       | Inglaterra | 2020 |
| Copa de la Liga  | Liverpool F. C.       | Inglaterra | 2022 |
| FA Cup           | Liverpool F. C.       | Inglaterra | 2022 |
| Community Shield | Liverpool F. C.       | Inglaterra | 2022 |

### Campeonatos internacionales
| Título                       | Club            | Sede     | Año  |
| ---------------------------- | --------------- | -------- | ---- |
| Liga de Campeones de la UEFA | Liverpool F. C. | Madrid   | 2019 |
| Supercopa de la UEFA         | Liverpool F. C. | Estambul | 2019 |
| Copa Mundial de Clubes       | Liverpool F. C. | Doha     | 2019 |